# Сапуголи (озеро)
Сапуголи — озеро в Лаишевском районе Татарстана.

## Этимология
Название озера (Сабуголь) произошло от татарского «Саба күле» — сабинское озеро.

## География
Озеро Сапуголи — бессточный водоём карстового происхождения. Расположено в селе с Сапуголи Лаишевском районе Татарстана. Водоём имеет вытянутую форму. Длина озера 765 м, максимальная ширина 157 м. Площадь зеркала 8,1 гектар. Средняя глубина около 1 м.

## Гидрология
Объём озера 80 тыс. м³. Питание подземное, устойчивое. Вода жёлтого цвета, без запаха, жёсткостью менее 1 ммоль/л, минерализацией 67 мг/л, прозрачность 90 см. Химический тип воды гидрокарбонатно-кальциевый.

## Хозяйственное использование
- Водоём является важным источником природного водоснабжения, используется для полива огородов, разведения водоплавающей птицы, купания, бытовых нужд.
- Постановлением Совета Министров Татарской АССР от 10 января 1978 г. № 25 и постановлением Кабинета Министров Республики Татарстан от 29 декабря 2005 г. № 644 признана памятником природы регионального значения